# Kazimieras Būga
Kazimieras Būga (ur. 6 listopada 1879 w Pažiegė, zm. 2 grudnia 1924 w Królewcu) – litewski językoznawca i filolog. Był profesorem lingwistyki, zajmującym się głównie językiem litewskim.

## Biografia
Urodził się w Pažiegė, niedaleko Dusiatów, wówczas części Imperium Rosyjskiego. Mianowany osobistym sekretarzem litewskiego językoznawcy Kazimierasa Jauniusa, wykazywał duże zainteresowanie tematem. W latach 1905–1912 studiował na Państwowym Uniwersytecie w Sankt Petersburgu. Następnie kontynuował prace nad językiem indoeuropejskim pod kierunkiem Jana Niecisława Baudouina de Courtenay. Później przeniósł się do Królewca, by kontynuować studia pod kierunkiem Adalberta Bezzenbergera. W 1914 uzyskał tytuł magistra lingwistyki. Od 1922 r. był profesorem Uniwersytetu Witolda Wielkiego.

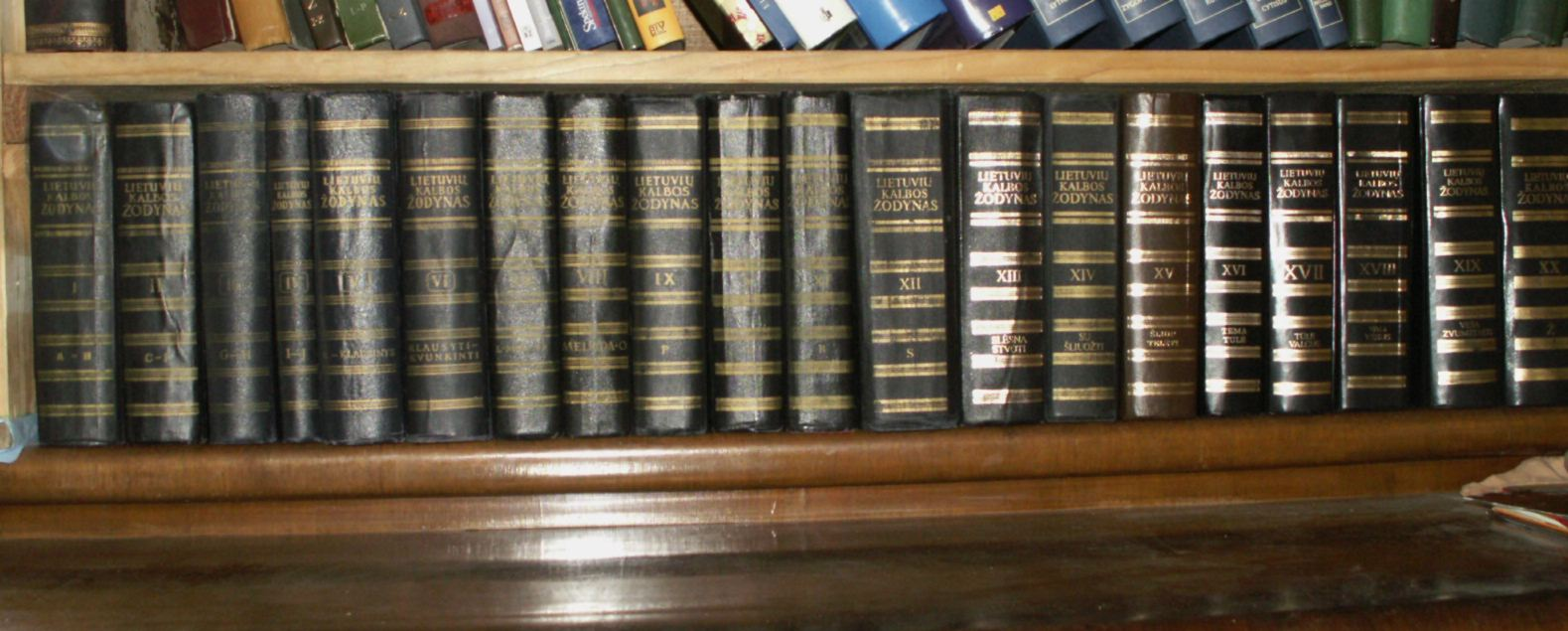
Słownik akademicki języka litewskiego, zainicjowany przez Būgę

Jego badania nad litewskimi nazwami osobistymi doprowadziły go do badania nazw miejscowości. Na ich podstawie był w stanie ustalić, że ojczyzna Litwinów i innych ludów bałtyckich do VI do IX wieku n.e. znajdowała się na północ od Ukrainy, w rejonie rzeki Prypeć. Ponadto studiował kolejność chronologiczną słowiańskich zapożyczeń w językach bałtyckich.
Dokonał także językowej rekonstrukcji imion pierwszych książąt Wielkiego Księstwa Litewskiego i obalił teorie o ich słowiańskim pochodzeniu. Stało się to głównym impulsem dla koncepcji Słownika akademickiego języka litewskiego (Didysis Lietuvių Kalbos Žodynas). Zmarł w Królewcu i został pochowany na cmentarzu Pietraszuńskim w Kownie.